# روابط تاجیکستان و هند

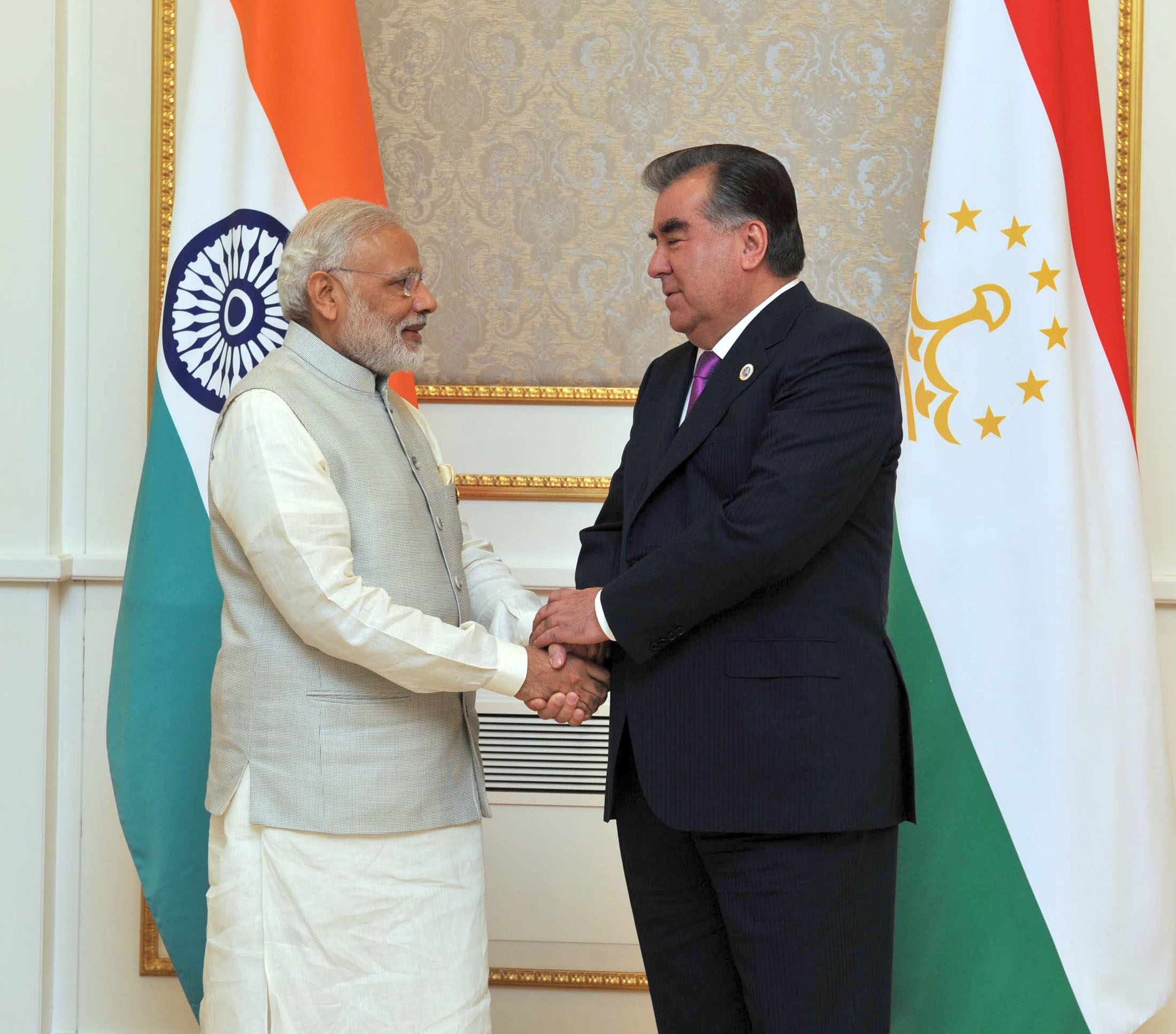
نارندرا مودی نخست‌وزیر هند و امام‌علی رحمان رئیس‌جمهور تاجیکستان.

روابط دوجانبه هند و تاجیکستان به روابط دو کشور جمهوری هند و جمهوری تاجیکستان گفته می‌شود.
روابط این دو کشور به دلیل همکاری هر دو طرف در زمینه مسائل امنیتی و استراتژیک به میزان قابل توجهی توسعه یافته‌است. هند اولین پایگاه نظامی فرخور خود را در تاجیکستان ایجاد کرده‌است. هند همچنین در ساخت بیمارستان «Ayni» کمک کرد.

## زمینه
روابط دیپلماتیک با تاجیکستان مستقل پس از انحلال اتحاد جماهیر شوروی در سال ۱۹۹۱، که روابطش با هند دوستانه بود، برقرار شد. تاجیکستان از موقعیت استراتژیک مهمی در آسیای میانه برخوردار است، هم‌مرز با افغانستان، جمهوری خلق چین و با یک نوار کوچک از خاک افغانستان به نام راهرو واخان از شمال گیلگیت – بالتستان (کشمیر تحت کنترل پاکستان) جدا شده اس‍ت. روسیه و چین هر دو درصدد ایجاد روابط با تاجیکستان بوده‌اند که این مهم نیز در جنگ افغانستان علیه طالبان اسلامگرا و القاعده مهم تلقی شده‌است.  نقش هند در مبارزه با طالبان و القاعده و رقابت استراتژیک آن با چین و پاکستان روابط این کشور با تاجیکستان را در سیاست‌های استراتژیک و امنیتی مهم ساخته‌است. در سال ۲۰۱۱، تاجیکستان درگیر دام بدهی چین شد و دولت تاجیکستان مجبور به واگذاری ۱۰۰ کیلومتر۲ از قلمرو خود حزب کمونیست چین برای تخفیف جزئی شد. از آن به بعد تاجیکستان در تلاش برای ایجاد روابط قوی تر با هند در جهت مقابله با توسعه طلبی‌های چین است که به عنوان «قلدری» برای کشورهای کوچک نیز توصیف شده‌است. حضور نظامی در تاجیکستان و جمهوری‌های همسایه آن در آسیای میانه غیر از هند مورد آرزوی ایالات متحده، روسیه و چین بوده‌است.

## همکاری دو جانبه
با وجود تلاش‌های مشترک آنها، تجارت دوجانبه نسبتاً کم بوده و در سال ۲۰۰۵ ۱۲ میلیون دلار آمریکا ارزش گذاری شده‌است صادرات هند به تاجیکستان ۶٫۲ میلیون دلار آمریکا ارزیابی شده‌است و واردات آن ۵٫۸۹ میلیون دلار آمریکا است. برای گسترش همکاری‌های اقتصادی و تجاری، تاجیکستان و هند یک کمیسیون بین دولتی در زمینه همکاری‌های تجاری، اقتصادی، علمی و فنی ایجاد کردند و سرمایه‌گذاری و تجارت در برق، حمل و نقل، معدن، فرآوری مواد غذایی، ساخت و ساز و گردشگری را تشویق کردند. هند همچنین پیشنهاد تعمیر و نوسازی نیروگاه برق آبی «Varzob-1» را داده‌است. در سال ۲۰۰۶، امامعلی رحمان، رئیس‌جمهور تاجیکستان یک سفر رسمی به هند انجام داد که منجر به تقویت تلاش‌ها برای گسترش تجارت و همکاری در زمینه موضوعات ضد تروریسم شد.
| ارزش تجاری به میلیون دلار آمریکا          | ارزش تجاری به میلیون دلار آمریکا | ارزش تجاری به میلیون دلار آمریکا | ارزش تجاری به میلیون دلار آمریکا | ارزش تجاری به میلیون دلار آمریکا | ارزش تجاری به میلیون دلار آمریکا | ارزش تجاری به میلیون دلار آمریکا | ارزش تجاری به میلیون دلار آمریکا | ارزش تجاری به میلیون دلار آمریکا | ارزش تجاری به میلیون دلار آمریکا | ارزش تجاری به میلیون دلار آمریکا | ارزش تجاری به میلیون دلار آمریکا |         |
| ----------------------------------------- | -------------------------------- | -------------------------------- | -------------------------------- | -------------------------------- | -------------------------------- | -------------------------------- | -------------------------------- | -------------------------------- | -------------------------------- | -------------------------------- | -------------------------------- | ------- |
|                                           | ۲۰۰۵–۰۶                          | ۲۰۰۶–۰۷                          | ۲۰۰۷–۰۸                          | ۲۰۰۹–۰۹                          | ۲۰۰۹–۱۰                          | ۲۰۱۰–۱۱                          | ۲۰۱۱–۱۲                          | ۲۰۱۲–۱۳                          | ۲۰۱۳–۱۴                          | ۲۰۱۴–۱۵                          | ۲۰۱۵–۱۶                          | ۲۰۱۶–۱۷ |
| تجارت کل                                  | ۱۳٫۱۳                            | ۱۵٫۵۰                            | ۲۲٫۲۱                            | ۳۴٫۱۸                            | ۳۲٫۵۶                            | ۴۱٫۳۳                            | ۳۰٫۱۴                            | ۴۸٫۰۲                            | ۵۵٫۱۳                            | ۵۸٫۱                             | ۳۲٫۲۴                            | ۴۲٫۳۳   |
| صادرات از هند به تاجیکستان                | ۲۴/۶                             | ۷٫۴۵                             | ۱۲٫۴۰                            | ۷۱/۱۶                            | ۷۱/۱۵                            | ۳۱/۱۸                            | ۲۱٫۲۸                            | ۳۵٫۱۶                            | ۵۴٫۲۷                            | ۵۳٫۷۱                            | ۲۲٫۲۶                            | ۲۰٫۵۱   |
| واردات از تاجیکستان به هند                | ۸۹/۵                             | ۸٫۰۵                             | ۸۱/۹                             | ۱۷٫۴۷                            | ۸۵/۱۶                            | ۲۳٫۰۲                            | ۸٫۸۶                             | ۱۲٫۸۶                            | ۰٫۸۶                             | ۳۹/۴                             | ۹۸/۹                             | ۲۱٫۸۲   |
| وزارت بازرگانی و صنایع، هند در آگوست ۲۰۱۷ |                                  |                                  |                                  |                                  |                                  |                                  |                                  |                                  |                                  |                                  |                                  |         |

عمده کالاهای صادراتی هند شامل داروها، چای، قهوه، مواد شیمیایی، منسوجات، پوشاک و ماشین آلات است و عمده واردات آن آلومینیوم، پنبه، میوه‌های خشک، سبزیجات و مواد شیمیایی آلی است. تجارت بین کشورها به دلیل غیرقابل دسترس بودن کشور بسیار قابل توجه نیست. در حال حاضر کلیه تجارت بین هند و تاجیکستان از طریق دریا از هند تا بندر بندرعباس در ایران و سپس از طریق جاده از طریق ترکمنستان و ازبکستان انجام می‌شود.

## کمک ITEC
تاجیکستان به عنوان یک کشور کمتر توسعه یافته، و یکی از فقیرترین ملت‌های جهان، یکی از بزرگترین ذی نفعان برنامه همکاری فنی و اقتصادی هند (ITEC) است. تاکنون ۳۸۱ پرسنل تاجیکی تحت طرح ITEC آموزش دیده‌اند. به همین ترتیب، ۱۶۰ دانشجو برای تحصیلات عالیه بورسیه دولت هند را دریافت کرده‌اند. تاکنون ۳۵ دانشجو و ۶۷ افسر جوان تاجیکی در آکادمی دفاع ملی در پونا، آکادمی نظامی هند در درادون و سایر موسسات آموزشی آموزش دیده‌اند. اولین گروه از افسران تاجیک فارغ‌التحصیل NDA و IMA در ژوئن ۲۰۰۷ به تاجیکستان بازگشتند و به نیروهای دفاعی تاجیکستان معرفی شدند.

## پیوندهای فرهنگی
فیلم‌های هندی محبوب‌ترین فیلم‌های خارجی در تاجیکستان هستندُ و زبان هندی - اردو در ادارات و در دانشگاه‌های این دو کشور بسیار زیاد هستند.